# جاده تالین
بزرگراه تالین (به روسی: Таллинское шоссе) بزرگراهی در ناحیه کراسنوسلسکی شهر سن پترزبورگ است که از خط راه‌آهن بالتیک تا بزرگراه کراسنوسلسکی امتداد دارد. این بزرگراه ادامهٔ بلوار مارشال ژوکوف بوده و به بزرگراه کراسنوسلسکی ختم می‌شود.

## تاریخچه
در ابتدا، از سال ۱۷۵۶، این جاده با نام جاده ناروا شناخته می‌شد، زیرا به سوی شهر ناروا امتداد داشت. این جاده از میدان استاچک آغاز می‌شد و شامل بلوارهای امروزی بلوار استاچک، بخشی از بلوار مارشال ژوکوف (از بلوار استاچک تا راه‌آهن بالتیک) و بزرگراه کراسنوسلسکی بود.
در سال‌های ۱۷۷۴–۱۷۷۸ نام جاده قدیمی سن پترزبورگ نیز به کار می‌رفت. در سال ۱۷۹۳، این جاده با نام جاده عبوری ریگا (شامل بلوار استارو-پیترگوف) شناخته می‌شد. در سال‌های ۱۸۳۷–۱۸۳۸ با نام جاده ناروا و در سال‌های ۱۸۴۳–۱۸۶۲ با نام بزرگراه ناروا و در سال ۱۸۳۸ به نام راه ریگا معروف بود. در سال ۱۷۷۹ از عنوان جاده دودروفسکایا کراسنوسلسکایا (به جز بلوار استاچک) استفاده می‌شد که به دلیل عبور جاده از تپه دودورا در نزدیکی کراسنویه سلو بود.
در سال ۱۸۴۵، جاده ناروا به بزرگراه کراسنوسلسکی تغییر نام یافت، زیرا به کراسنویه سلو منتهی می‌شد.
در ۱۶ ژانویه ۱۹۶۴، این بزرگراه به نام بزرگراه تالین در محدوده بین بلوار استاچک تا بزرگراه ولخونسکویه نام‌گذاری شد که شامل بخشی از بلوار مدرن مارشال ژوکوف بود. این نام‌گذاری به دلیل آن بود که جاده به سوی تالین امتداد داشت. اما در واقع، نام بزرگراه تالین از سال ۱۹۵۵ نیز به کار می‌رفت.
در ۱۴ آوریل ۱۹۷۵، بزرگراه تالین در خط راه‌آهن بالتیک کوتاه‌تر شد و بخش شمالی آن به بلوار مارشال ژوکوف واگذار شد. با این حال، شماره‌گذاری ساختمان‌ها در بزرگراه تالین تغییر نکرد و به همین دلیل، شماره‌گذاری از خانه شماره ۶۱ در سمت فرد و شماره ۹۰ در سمت زوج آغاز می‌شود.
در سال‌های ۲۰۱۸–۲۰۲۱، بزرگراه تالین از دو خط به شش خط گسترش یافت.